# Aosa
Aosa es un género con siete especies de plantas fanerógamas perteneciente a la familia Loasaceae.

## Taxonomía
El género fue descrito por Maximilian Weigend y publicado en Taxon 55(2): 464. 2006. La especie tipo es: Aosa parviflora

## Especies aceptadas
A continuación se brinda un listado de las especies del género Aosa aceptadas hasta septiembre de 2014, ordenadas alfabéticamente. Para cada una se indica el nombre binomial seguido del autor, abreviado según las convenciones y usos.	   
- Aosa rostrata (Urb.) Weigend
- Aosa parviflora (Schrad. ex DC.) Weigend
- Aosa uleana (Urb. & Gilg) Weigend
- Aosa gilgiana (Urb.) Weigend
- Aosa plumieri (Urb.) Weigend
- Aosa rupestris (Gardner) Weigend
- Aosa sigmoidea Weigend.